# Ernie Hart
Ernest Arthur "Ernie" Hart, född 3 januari 1902 i Overseal, Derbyshire, död 21 juli 1954, var en engelsk professionell fotbollsspelare, mest känd som spelare i Leeds United AFC mellan 1920 och 1936.
Hart utgjorde på 1930-talet en halvbackstrio tillsammans med Willis Edwards och Wilf Copping. Han spelade sammanlagt 472 matcher för klubben och gjorde 15 mål, och spelade dessutom åtta landskamper för England. Efter sin tid i Leeds gjorde han två säsonger i Mansfield Town (1936-1938). Han blev sedan manager för det halvprofessionella laget Tonbridge Wells, och var därefter scout åt Leeds och Coventry City.